# Kluane/Wrangell-St. Elias/Glacier Bay/Tatshenshini-Alsek
Kluane/Wrangell-St. Elias/Glacier Bay/Tatshenshini-Alsek è un sistema di parchi internazionali situato in Canada e negli Stati Uniti, al confine tra Yukon, Alaska e Columbia Britannica.
È stato dichiarato patrimonio dell'umanità dall'UNESCO nel 1979 per gli spettacolari paesaggi di ghiacciai e campi di ghiaccio, nonché per l'importanza dell'habitat di orsi grizzly, caribù e arieti di Dall.
Inizialmente comprendeva solo il Parco nazionale e riserva di Kluane e il Parco nazionale e riserva di Wrangell-St. Elias. È stato ampliato nel 1992 per includere il Parco nazionale e riserva di Glacier Bay e nel 1994 per includere il Parco provinciale Tatshenshini-Alsek. Il nome del sito è stato modificato di conseguenza da Wrangell-St. Elias/Kluane al momento dell'iscrizione a Glacier Bay/Wrangell-St. Elias/Kluane nel 1992 al nome attuale nel 1994. L'area totale del sito è di 98 391,21 chilometri quadri (37 989,06 mi²), che è appena più piccolo della Corea del Sud a 100 339 chilometri quadri (38 741 mi²) oppure circa due volte la superficie della Svizzera.
Ospita una serie di notevoli morfologie, tra cui il più grande campo di ghiaccio non polare del mondo, il più grande ghiacciaio pedemontano del mondo, il Ghiacciaio Malaspina, il ghiacciaio vallivo interno più lungo del mondo, il ghiacciaio Nabesna, così come la vetta più alta del Canada e la seconda vetta più alta del Nord America, il Monte Logan, a 5 959 m (19 551 piedi).

## Sistema del parco
Il sistema internazionale comprende parchi situati in due paesi e tre regioni amministrative:
- Parco nazionale e riserva di Kluane (Canada)
- Parco nazionale e riserva di Wrangell-St. Elias (Stati Uniti)
- Parco nazionale e riserva di Glacier Bay (Stati Uniti)
- Parco provinciale Tatshenshini-Alsek (parco provinciale, British Columbia, Canada)